# Nayo Raincock-Ekunwe
Folade Nayo Raincock-Ekunwe (ur. 29 sierpnia 1991 w Toronto) – kanadyjska koszykarka występująca na pozycji silnej skrzydłowej, reprezentantka kraju, obecnie zawodniczka Lyon ASVEL.
27 lutego 2019 podpisała umowę z New York Liberty.

## Osiągnięcia
Stan na 9 sierpnia 2020, na podstawie, o ile nie zaznaczono inaczej.

### NCAA II
- Uczestniczka rozgrywek Sweet 16 NCAA II (2013)
- Mistrzyni CIS (2010)
- Zawodniczka roku BC (2011–2013)
- MVP turnieju British Columbia AA Provincial (2009)
- Zaliczona do:
  - I składu:
    - NCAA II All-America Team (2013 przez WBCA)
    - GNAC (2012)
    - debiutantek CIS (2010)

  - II składu NCAA II (2013)
  - galerii sław – Women’s Basketball Hall of Fame “Ring of Honor” (2013)
- Liderka:
  - strzelczyń GNAC (18,6 – 2012)
  - w zbiórkach GNAC (13,3 – 2012)

### Drużynowe
- Mistrzyni Niemiec (2016)

### Indywidualne
(* – nagrody przyznane przez portal eurobasket.com)
- MVP ligi francuskiej LNB (2018)
- Najlepsza zawodniczka zagraniczna niemieckiej ligi DBBL (2015)*
- Defensywna zawodniczka roku ligi:
  - szwajcarskiej (2014)
  - niemieckiej (2015)*
- Najlepsza środkowa ligi:
  - szwajcarskiej (2014)
  - niemieckiej (2015)*
- Zaliczona do:
  - I składu:
    - ligi:
      - szwajcarskiej LNA (2014)
      - niemieckiej (2015)*

    - zawodniczek zagranicznych:
      - LNA (2014)
      - niemieckiej (2015)*
- Liderka LNA w:
  - zbiórkach (12,8 – 2014)
  - blokach (1,4 – 2014)

### Reprezentacja
- Mistrzyni:
  - Ameryki (2015)
  - igrzysk panamerykańskich (2015)
- Wicemistrzyni Ameryki (2019)[5]
- Uczestniczka:
  - mistrzostw świata (2018 – 7. miejsce)
  - igrzysk olimpijskich (2016 – 7. miejsce)
  - uniwersjady (2011 – 6. miejsce)